# (72663) 2001 FD49
(72663) 2001 FD49 – planetoida z pasa głównego asteroid okrążająca Słońce w ciągu 5,35 lat w średniej odległości 3,06 j.a. Odkryta 18 marca 2001 roku.